# Paranisopodus paradoxus
Paranisopodus paradoxus es una especie de escarabajo longicornio del género Paranisopodus, tribu Acanthocinini, orden Coleoptera. Fue descrita científicamente por Monné y Martins en 1976.
El período de vuelo ocurre durante los meses de abril y octubre.

## Descripción
Mide 7,7-9,35 milímetros de longitud.

## Distribución
Se distribuye por Colombia y Ecuador.